# Raúl Toro
Raúl Toro Julio (né le 21 février 1911 et mort le 30 octobre 1982) est un footballeur international chilien, qui jouait au poste d'attaquant.

## Biographie
« Il jouait plus avec le cerveau qu'avec les pieds »

— Fernando Riera
Joueur très populaire, il était à son époque une figure capable de faire venir de nombreuses personnes dans les stades, et ce dans chaque club dans lequel il évolua (Santiago Morning, Santiago National, ainsi que les Santiago Wanderers).
En sélection avec l'équipe du Chili, il a en tout inscrit 12 buts entre les années 1936 et 1941. Il est le meilleur buteur de la Copa América 1937, compétition lors de laquelle les Chiliens mettent en déroute pour la première fois les géants uruguayens, à l'époque une des meilleures équipes au monde.